# Gynanisa nigra
Gynanisa nigra is een vlinder uit de familie van de nachtpauwogen (Saturniidae). De wetenschappelijke naam van de soort is, als Gynanisa maia var. nigra, voor het eerst geldig gepubliceerd in 1927 door Eugène Louis Bouvier.

## Type
- holotype: "female. leg. A. Ellenberger"
- instituut: MNHN, Parijs, Frankrijk
- typelocatie: Rhodesia [Zimbabwe], Selukwe.